# Les Deux Visages de Christie
Pour plus de détails, voir Fiche technique et Distribution.
Les Deux Visages de Christie (Christie's Revenge) est un téléfilm canadien réalisé par Douglas Jackson et diffusé aux États-Unis le 24 juin 2007 sur Lifetime.

## Synopsis
Une jeune fille dont le père s'est suicidé cherche à se venger de son oncle qu'elle tient pour responsable, ce dernier ayant refuser de prêter l'argent dont son père avait besoin. L'adolescente réussit à se faire inviter chez son oncle en se rendant dans le collège près de chez lui.

## Fiche technique
- Réalisation : Douglas Jackson
- Scénario : Christine Conradt, d'après une histoire de Julia Stan
- Photographie : Bert Tougas
- Direction artistique : Susan C. MacQuarrie
- Décors : Geoff Sangster
- Costume : Jennifer Stroud
- Montage : Ion Webster
- Musique : Steve Gurevitch
- Société de production : Sound Venture Productions
- Société de distribution : Premiere Bobine, Lance Entertainment, Imagination Worldwide
- Pays : Canada
- Langue originale : anglais
- Format : Couleur - 1,78:1 - 35 mm - Son Dolby Digital
- Genre : Thriller
- Durée : 89 minutes

## Distribution
- Cynthia Gibb (VF : Danièle Douet) : Miranda Colton
- Danielle Kind (VF : Edwige Lemoine) : Christie Colton
- John Wesley Shipp (VF : Pierre Dourlens) : Oncle Ray Colton
- Anastasia Phillips (en) (VF : Chantal Baroin) : Selene Harveston
- Annie Bovaird (en) (VF : Charles Pestel) : Haley Colton
- James McGowan (VF : Jean-François Aupied) : Richard Colton - Père
- Tyrone Benskin : Détective Hogue
- Lynne Adams : Détective Adams
- Ian Finlay : Dominick
- Sophie Gendron (VF : Anne Bédard) : Janet Michaels
- Jamieson Boulanger : Josh
- Allison Graham (VF : Julie Beauchemin) : Infirmière Renee
- Jim McNabb : Professeur Chin
- Amanda Tilson : Tina

Sources VF : Carton de doublage TMC